# Port-au-Prince
Port-au-Prince (pɔʁopʁɛ̃s; v haitijski kreolščini Pòtoprens; pɔtopɣɛ̃s) je prestolnica Haitija in največje mesto v tej karibski državi. Po popisu iz leta 2003 ima 704.776 prebivalcev.
Leži ob zahodni obali Haitija obrnjen proti Mehiškemu zalivu na koordinatah 18°32′N 72°20′W / 18.533°N 72.333°W. Zaliv, ob katerem se razprostira, predstavlja naravno pristanišče, obale katerega so poseljene že stoletja. Sedanje mesto so leta 1749 ustanovile francoske kolonialne oblasti in je že od takrat največje naselje na Haitiju.
Port-au-Prince spominja na amfiteater. Leži v plitvi kotanji s poslovnim središčem ob obali, stanovanjski predeli pa se razprostirajo ob dvignjenih robovih. Natančno število prebivalcev je težko oceniti zaradi hitre rasti barakarskih naselij na hribih okoli mesta; novejše ocene govorijo o 2,5 do 3 milijonih prebivalcev širšega velemestnega območja.
Mesto je močno prizadel potres 12. januarja 2010, v katerem je bilo porušeno veliko zgradb in druge infrastrukture.